# Bkaakafra
Bkaakafra è un centro abitato e comune (municipalité) del Libano situato nel distretto di Bsharre, governatorato del Nord Libano.